# MTV Video Music Award a legjobb négytusázónak
Az MTV Video Music Award a legjobb négytusázónak díjat csak 2007-ben adták át, az abban az évben bevezetett kategóriák egyikeként. A díj sajátságos volt, mivel (akárcsak a Legjobb weboldal) nem zenét vagy videóklipet díjazott, hanem azokat az előadókat, akik legalább három másik téren is megállták a helyüket (például színészkedés, vállalkozás, aktivizmus). Amikor az MTV Video Music Awards 2008-ban visszatért eredeti formájához, a kategóriát megszüntették.
| Év   | Győztes           | További jelöltek |
| ---- | ----------------- | ---------------- |
| 2007 | Justin Timberlake | - Kanye West     |